# ديفيد برنارد
ديفيد برنارد (19 يوليو 1981 بكينغستون في جامايكا - ) (بالإنجليزية: David Bernard)‏ هو لاعب كريكت جامايكي. شارك مع منتخب الهند الغربية للكريكت ومنتخب جامايكا الوطني للكريكت.

## وصلات خارجية
- ديفيد برنارد على موقع إي آس بي آن كريك إنفو (الإنجليزية)